# Södra Vajtjärnen
Södra Vajtjärnen är en sjö i Jokkmokks kommun i Lappland och ingår i Luleälvens huvudavrinningsområde. Sjöns area är 0,027 kvadratkilometer och den befinner sig 230 meter över havet.